# Os Faroleiros
Os Faroleiros, ou, como ficou conhecido em Portugal, O Faroleiro da Torre do Bugio, é um filme português da época do cinema mudo, produzido em 1922, sob a direção de Maurice Mariaud. Trata-se de um «drama-documentário».
É considerado um dos filmes mais ambiciosos a terem sido produzidos em Portugal neste período. Os Faroleiros é um drama com três personagens.

## Enredo
Ocorre um vil crime num pedaço de terra rodeado pelo mar. A personagem principal é João Vidal. No final devolve ao mar a concha de vieira quando a sua missão de peregrino fica cumprida.

## Elenco
- Maurice Mariaud como Faroleiro
- A. Castro Neves como Homem do mar
- Castro Neves como António Gaspar
- Abegaida De Almeida cpmo Rosa
- Maria Sampaio como Maria Ana
- Sofía Santos